# Molkenbornteiche Stölpchen
Die Molkenbornteiche Stölpchen bilden ein Naturschutzgebiet (NSG) im Landkreis Meißen in Sachsen. Das 160,75 ha große Gebiet mit der NSG-Nr. D 76 liegt südlich von Stölpchen, einem Ortsteil der Gemeinde Thiendorf.
Das Naturschutzgebiet wurde durch einen Beschluss Nr. 69-11/83 des Bezirkstages Dresden vom 23. Juni 1983 (Mitt. Staatsorgane Nr. 3/83) festgesetzt. Mit der Verordnung des Landratsamtes Meißen vom 27. Januar 2016 wurde eine Rechtsanpassung und eine Neuabgrenzung des Gebietes vorgenommen.

## Beschreibung
Die sich im Gebiet befindenden Teiche sind der Stegteich, der Mittelteich Stölpchen, der Fuchsteich, der Seeteich, der Steinigtteich, der Hammelteich, der Mittelteich Weixande, der Pferdeschwanzteich und der Pferdeteich.
Das Naturschutzgebiet ist Bestandteil des FFH-Gebietes Nr. 4648-301 „Molkenbornteiche Stölpchen“ und des Europäischen Vogelschutzgebietes Nr. 4648-452 „Teiche bei Zschorna“. Im Gebiet befinden sich folgende natürliche Lebensraumtypen von gemeinschaftlicher Bedeutung, deren Bewahrung und Wiederherstellung eines günstigen Erhaltungszustandes angestrebt ist: 
- 3130 Oligo- bis mesotrophe Stillgewässer
- 3150 eutrophe Stillgewässer
- 4010 Feuchte Heiden
- 6510 Flachland-Mähwiesen
- 7140 Übergangs- und Schwingrasenmoore
- 9190 Eichenwälder auf Sandebenen
- 91E0 Erlen-Eschen- und Weichholzauenwälder (prioritär)

Weiterer Schutzzweck ist die Bewahrung und Wiederherstellung eines günstigen Erhaltungszustandes aller Tier- und Pflanzenarten von gemeinschaftlichen Interesse und die Erhaltung der Vorkommen von in Sachsen gefährdeten und vom Aussterben bedrohten Pflanzenarten. 